# Landiras
 Landiras  (en occitano Landiràs) es una población y comuna francesa, situada en la región de Aquitania, departamento de Gironda, en el distrito de Burdeos y cantón de Podensac.

## Demografía
| 1126 | 1132 | 1089 | 1230 | 1418 | 1506 |
| Para los censos de 1962 a 1999 la población legal corresponde a la población sin duplicidades (Fuente: INSEE [Consultar]) |      |      |      |      |      |